# Da Real Live Thing
Da Real Live Thing – drugi album koncertowy Sizzli, jamajskiego wykonawcy muzyki reggae i dancehall.
Płyta DVD została wydana 30 sierpnia 2005 roku przez nowojorską wytwórnię VP Records, jako dodatek do reedycji albumu Da Real Thing. Znalazło się na niej nagranie z występu Sizzli na koncercie z okazji 25. urodzin VP Records oraz wywiad na wyłączność z wokalistą. Produkcją całości zajął się Bobby "Digital" Dickson.
17 września 2005 roku album osiągnął 11. miejsce w cotygodniowym zestawieniu najlepszych albumów reggae magazynu Billboard (ogółem był notowany na liście przez 4 tygodnie).

## Lista piosenek
1. "Mash Dem Down"
2. "Simplicity"
3. "Solid As A Rock"
4. "Rejoice"
5. "Thank U Mamma"
6. "Woman I Need You"
7. "Bless Up"
8. "Why Should I?"
9. "Got It Right Here"
10. "Just One of Those Days"
11. "Trod Mt. Zion"
12. "It's Amazing"
13. "She's Loving"
14. "Boom & Go Through"
15. "Touch Me" feat. Rochelle
16. "Bright Sunshine"
17. "Be Still"
18. "Just One of Those Days (Acoustic Mix)"